# Alchemilla hirtipedicellata
Alchemilla hirtipedicellata é uma espécie de rosácea do gênero Alchemilla, pertencente à família Rosaceae.